# Катастрофа в Селби
Катастрофа в Селби — крушение высокоскоростного пассажирского поезда в Грейт-Хеке, недалеко от Селби, графство Северный Йоркшир, Великобритания, утром 28 февраля 2001 года. Экспресс InterCity 225 компании Great North Eastern Railway (GNER), следовавший из Ньюкасла в Лондон, столкнулся с автомобилем Land Rover Defender, съехавшим с насыпи автомагистрали на железнодорожные пути. В результате поезд сошёл с рельсов перед встречным грузовым составом и столкнулся с ним. Погибли 10 человек, в том числе машинисты обоих поездов, 82 человека получили серьёзные травмы. В 2021 году происшествие остаётся крупнейшей железнодорожной катастрофой XXI века в Великобритании.

## События
Катастрофа произошла примерно в 06:13 28 февраля 2001 года (GMT), когда автомобиль Land Rover Defender, которым управлял Гэри Нил Харт (англ. Gary Neil Hart), буксировавший прицеп с универсалом Renault Savanna, съехал с проезжей части автомагистрали M62, идущей на запад, прямо перед мостом через железнодорожную магистраль Восточного побережья. Автомобиль проехал 27 м вниз по насыпи и оказался на пути южного направления. Водитель пробовал сдать назад, но не смог. Выйдя из машины, он пытался по мобильному телефону дозвониться до службы экстренной помощи, и в этот момент в стоящий на путях Land Rover врезался экспресс InterCity 225 компании Great North Eastern Railway (GNER), следовавший из Ньюкасла на лондонский вокзал Кингс-Кросс.
В голове состава находился багажный вагон с кабиной управления № 82221, тягу обеспечивал хвостовой электровоз серии 91 № 91023. После столкновения с Land Rover ведущая тележка головного вагона сошла с рельсов, но поезд остался в вертикальном положении. Наехав на стрелку, поезд отскочил на встречный путь, где столкнулся с тепловозом серии 66 № 66521 в голове грузового состава компании Freightliner, перевозившего уголь и следовавшего из Иммингема в Феррибридж.
Грузовой поезд врезался в пассажирский примерно в 650 м от места столкновения с автомобилем. От удара лёгкий головной вагон InterCity 225 почти полностью разрушился, повреждения от средних до серьёзных получили все девять вагонов Mark 4. Многие из них опрокинулись на восточный склон путей и выехали на поле к югу от путепровода ECM 2/7. Хвостовой электровоз сошёл с рельсов, но остался в вертикальном положении и получил незначительные повреждения. Грузовой тепловоз потерял тележки после удара, обломки головного вагона пассажирского поезда застряли под ними, что привело к разрыву топливного бака. Локомотив опрокинулся на левую сторону и остановился в саду жилого дома, примыкающем к линии к северу от путепровода. Тепловоз получил серьёзные повреждения кабины и правого борта. Первые девять вагонов грузового поезда сошли с рельсов и были повреждены в той или иной степени.
Непосредственно перед столкновением двух поездов скорость InterCity 225 оценивалась в 142 км/ч, а грузового поезда — 87 км/ч. По скорости столкновения — 229 км/ч — происшествие стало самым высокоскоростным на железных дорогах Великобритании после крушения у вокзала Паддингдон в 1999 году.

## Последствия
Машинисты обоих поездов, два работника GNER (охранник и повар) и 6 пассажиров на экспрессе InterCity 225 погибли — все в результате второго столкновения. Среди выживших в катастрофе был машинист-инструктор, который находился в кабине грузового электровоза. Он сопровождал машиниста с 24-летним стажем на новом маршруте.
В экспрессе InterCity 225 находилось 99 пассажиров и поездная бригада. Раннее отправление из Ньюкасла в 04:45 обусловило малое число пассажиров. 45 из 52 серьёзно раненых и все восемь погибших (за исключением двух машинистов локомотивов) находились в первых пяти вагонах, включая вагон-ресторан и два вагона первого класса с менее плотной посадкой, чем стандартные вагоны. Всего в больницу было доставлены 82 выживших. В официальном отчёте об инциденте отмечена высокая ударопрочность вагонов InterCity 225 Mark 4.
Нестандартной процедурой для служб экстренного реагирования стала дезинфекции места происшествия, необходимая из-за вспышки ящура.

## Память

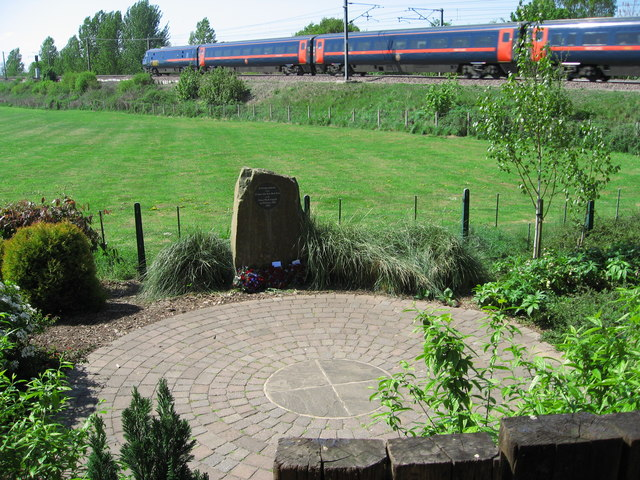
Мемориал на месте катастрофы

Электровоз № 66526 в память о трагедии получил название «Машинист Стив Данн (Джордж)». На локомотиве установлена мемориальная табличка со словами: «В память о преданном машинисте Стиве (Джордже) Данне, трагически погибшем в катастрофе в Грейт-Хеке 28 февраля 2001 года». Сын Данна, Джеймс, которому на момент крушения было 9 лет, позже стал машинистом поезда. В честь Барри Нидхэма, еще одного сотрудника Freightliner, погибшего в катастрофе, был назван электровоз серии 56 № 56115. Позже памятная табличка была перенесена на тепловоз № 60087, а затем на № 60091.
В честь Джона Уэддла, машиниста GNER, погибшего в катастрофе, была названа новая школа машинистов в его родном городе Ньюкасле. На церемонии открытия школы присутствовали члены семьи Уэддла, памятную табличку открыла его 16-летняя дочь Стефани.
По совпадению, электровоз № 91023 за четыре месяца до этого был участником другого происшествия — катастрофы в Хатфилде. В обоих случаях локомотив получил лишь незначительные повреждения. После модернизации парка локомотивов серии 91 они были перенумерованы с увеличением на 100 (№ 91001 стал № 91101 и т. д.), однако № 91023 стал № 91132, а не № 91123.
В память о катастрофе на её месте создан мемориал.

## Судебное преследование
Водитель Land Rover Гэри Харт не получил повреждений в катастрофе. Однако его судили по десяти случаям причинении смерти в результате опасного вождения. Харт отрицал вину, утверждая, что автомобиль имел механическую неисправность или столкнулся с каким-либо предметом на дороге. Расследование, включавшее восстановление Land Rover, показало, что автомобиль был исправен, а Харт не тормозил при движении по склону. Выяснилось, что водитель не спал ночь, разговаривая по телефону с женщиной, с которой познакомился через сайт знакомств, и в результате заснул за рулём. Позже Харт заявил, что, хотя видел столкновение InterCity 225 со своим автомобилем, он не знал о более серьёзном столкновении с грузовым поездом, пока об этом не рассказали полицейские несколько часов спустя. 13 декабря 2001 года Гэри Харт был признан виновным и приговорён к пяти годам тюремного заключения и пятилетнему запрету на управление транспортными средствами. Он был освобожден из тюрьмы в июле 2004 года, отбыв половину срока наказания.
Общественная кампания в связи с катастрофой привлекла внимание к недостаточной, по мнению участников, протяженности защитных ограждений вдоль автомагистрали. Согласно заключительному отчету Управления по охране труда, Land Rover съехал с дороги примерно за 30 метров до начала заграждения и легко преодолел деревянную ограду вдоль дороги. Проведенное в 2003 году Агентством автомобильных дорог исследование противоаварийных барьеров на мостах через железные дороги показало, что только три моста по всей стране нуждаются в модернизации. Мост в Грейт-Хеке в их число не входил. К октябрю 2003 года страховщики Харта выплатили более 22 млн фунтов стерлингов. В свою очередь, они подали от имени Харта иск к Министерству транспорта о компенсации средств, выплаченных GNER и потерпевшим, утверждая, что защитный барьер не соответствовал ситуации. Судья Высокого суда постановил, что длина барьера была достаточной.